# شخض أصفر الأزهار
شخض أصفر الأزهار (الاسم العلمي:Justicia flaviflora) هو نوع من النباتات يتبع جنس الشخض من الفصيلة الأقنتية.